# Constanze Ruhm

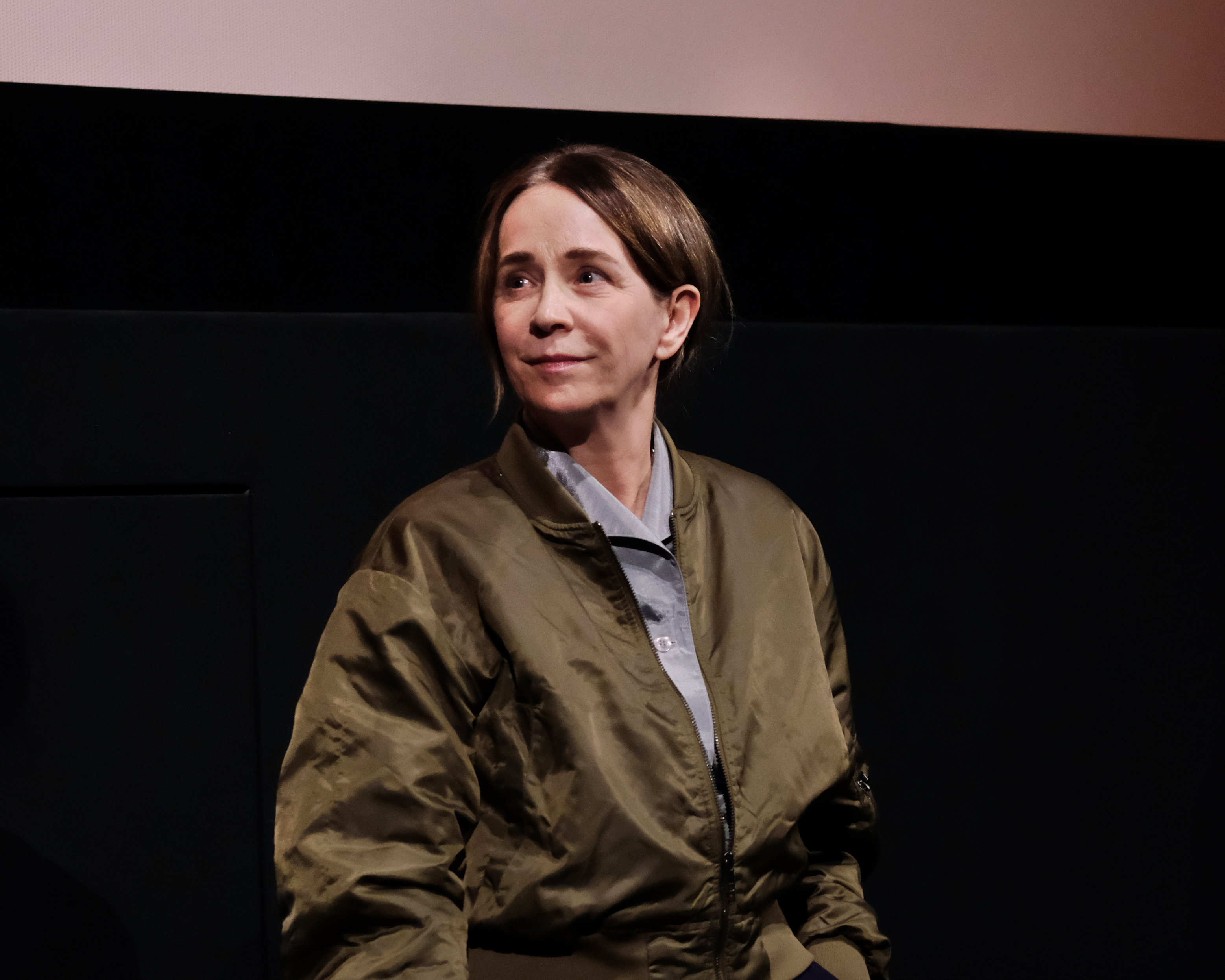
Constanze Ruhm im Filmmuseum München (2025)

Constanze Ruhm (* 1965 in Wien, Österreich) ist eine österreichische zeitgenössische Künstlerin und Filmemacherin.

## Leben und Werk
Constanze Ruhm wollte ursprünglich Film studieren und bewarb sich an der Filmakademie Wien für Drehbuch und Regie. Da sie jedoch nicht aufgenommen wurde, begann sie 1987 visuelle Mediengestaltung bei Peter Weibel an der Hochschule für Angewandte Kunst Wien zu studieren. Anfang der 1990er Jahre wechselte sie mit Peter Weibel an die Städelschule in Frankfurt und kam dort verstärkt mit film- und medientheoretischen Diskursen in Deutschland und Frankreich in Kontakt. Während dieser Zeit arbeitete sie als Studienassistentin von Künstlerinnen und Künstlern wie etwa Dara Birnbaum und Matt Mullican.
1996/97 hatte sie eine Gastprofessur für Visuelle Medien an der Hochschule für Gestaltung Offenbach am Main. 2005/2006 übernahm sie eine Professur für Film und Video an der Merz Akademie in Stuttgart. Seit 2006 hat Constanze Ruhm eine Professur an der Akademie der bildenden Künste Wien im Fachbereich Kunst und Digitale Medien inne.
In ihren künstlerischen Arbeiten beschäftigt sich Ruhm mit Film, weiteren Medien und mit Archiven, sowie mit der feministischen Geschichtsschreibung. Ihre Arbeiten umfassen Filme, Videos, Installationen, Fotografien, Texte und digitale Projekte. Daneben ist sie auch kuratorisch tätig. 2017 gründete sie gemeinsam mit dem Musiker Florian Paul Ebner den queerfeministischen Konzeptchor Mala Sirena.
2023 widmete das Österreichische Filmmuseum dem Film- und Videowerk der Künstlerin eine Retrospektive.
Constanze Ruhm lebt und arbeitet in Wien und Berlin.

## Auszeichnungen

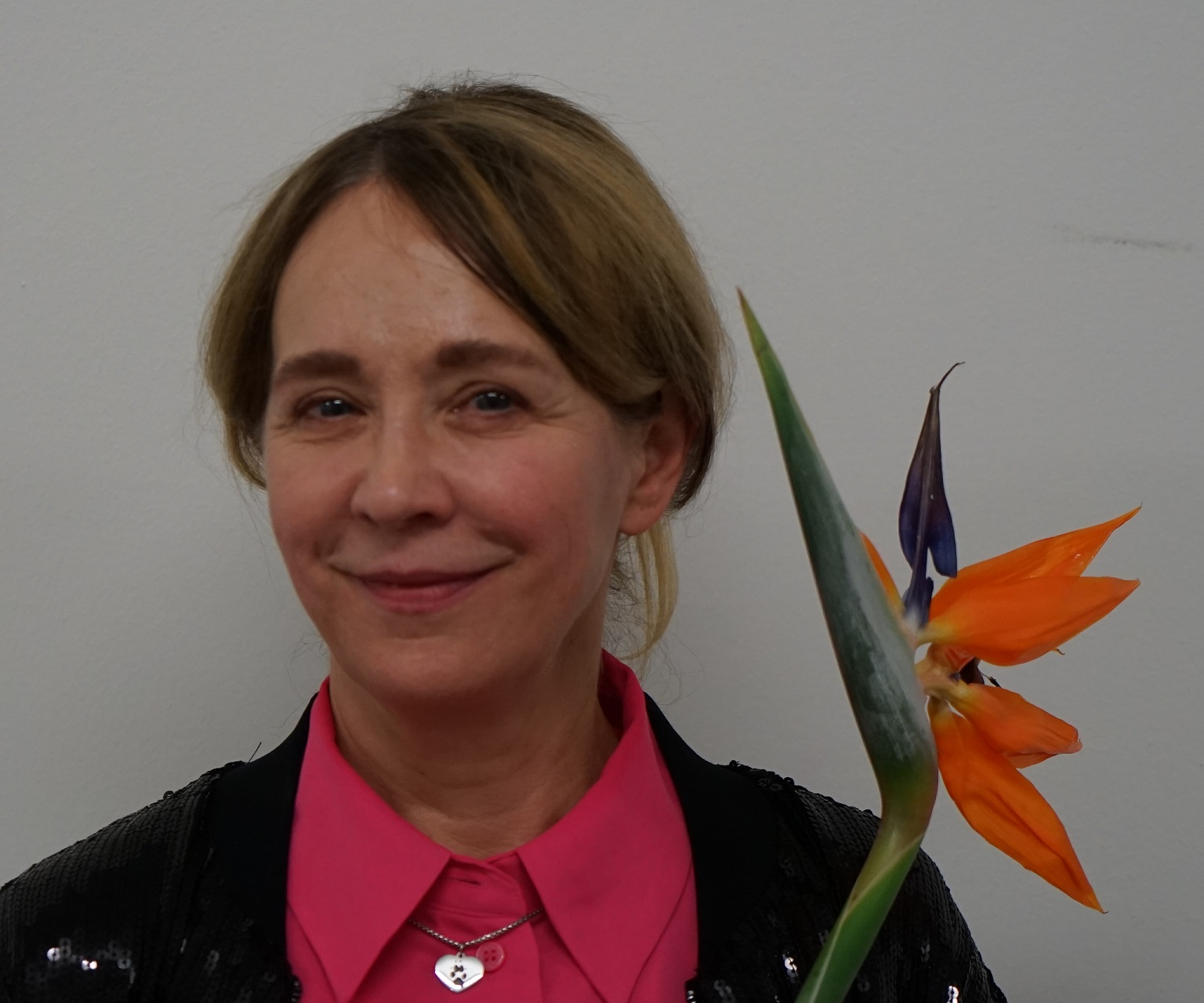
Constanze Ruhm (2023)

- 1993: Österreichisches Staatsstipendium für Bildende Kunst
- 1993: Prix Ars Electronica Anerkennung für Computergraphik
- 1996: Anerkennungspreis für Medienkunst des Landes Niederösterreich
- 2000: Frauen-Medienkunstpreis der Frauenministerin, Ministerium für Kultur, Wien
- 2002: Wilfried-Skreiner-Preis des Landes Steiermark
- 2004: Preis der Stadt Wien für Bildende Kunst
- 2009: Niederösterreichischer Kulturpreis für Medienkunst
- 2009: Österreichischer Kunstpreis für Bildende Kunst
- 2020: Diagonale-Preis für Innovatives Kino für Gli appunti di Anna Azzori / Uno specchio che viaggia nel tempo[7]
- 2021: Outstanding Artist Award für Film in der Kategorie Spiel- und Dokumentarfilm des Bundesministeriums für Kunst, Kultur, öffentlicher Dienst und Sport Österreich[8]

## Ausstellungen (Auswahl)

### Einzelausstellungen
- 1998: Time and Not the End of Desire, Museum Moderner Kunst Stiftung Ludwig Wien, 20er Haus, Wien[1]
- 1999: Apartment, Tiroler Landesmuseum Ferdinandeum Innsbruck
- 1999: Off, Engholm Engelhorn Galerie, Wien
- 2000: Art Statements, Art Basel
- 2001: A Memory of the Players in a Mirror at Midnight, Entwistle Gallery London und Engholm Engelhorn Galerie, Wien
- 2003: blindstorey / silencetracks, Auftragsarbeit für die Sammlung des Stift Admont, Österreich
- 2004: X Subroutines, Kunsthalle Bern
- 2005: X NaNa / Subroutine (The Difficulty of Being), Engholm Engelhorn Galerie, Wien
- 2007: X Love Scenes, Engholm Engelhorn Galerie, Wien
- 2010: X Love Scenes/Pearls Without a String, The UAG / Room Gallery, University of California, Irvine[9]
- 2013: Garage Exchange: Constanze Ruhm & Christine Lang and First Office, MAK Center for Art and Architecture, Mackey Apartments Garage Top, Los Angeles[9]
- 2015: Constanze Ruhm Re: Rehearsals (No Such Thing as Repetition), Zeit Kunst Niederösterreich, Museum Niederösterreich, St. Pölten[9]
- 2023: Come una pupilla al variare della luce, Belvedere, Wien[10]

### Gruppenausstellungen
- 2004: Busan Biennale, Korea
- 2004: 3. Berlin Biennale für zeitgenössische Kunst
- 2005: Postmediale Kondition, Neue Galerie Graz
- 2005: Nach Rokytnik, Die EVN Sammlung im MUMOK Wien
- 2006: Demolition, Engholm Engelhorn Galerie, Wien
- 2006: Why Pictures Now, Museum Moderner Kunst Wien
- 2006: Postmediale Kondition, Centro Cultural Conde Duque, Madrid
- 2007: X Love Scenes, Screening bei der 57. Berlinale, Forum Expanded
- 2008: X Love Scenes, Screening im Museo Reina Sofía, Madrid
- 2008: System Mensch. Werke aus der Sammlung des Museum der Moderne Salzburg, MdM Salzburg
- 2008: Paraflows, MAK-Gegenwartskunstdepot Gefechtsturm Arenbergpark
- 2008: Femmes ‚R‘ Us. Feminismus in Popmusik Kunst und Film Heute, Radialsystem Berlin
- 2009: Empfindung, Augarten Contemporary, Wien
- 2009: Die Fragilität des Seins. Ein medialer Bildessay in 9 Kapiteln. Werke aus der Sammlung des Museums der Moderne Salzburg, National Museum of Contemporary Art (MNAC), Bukarest, Rumänien

### Kuratorische Projekte
- 2003: Fate of Alien Modes, Secession Wien
- 2003: How We Got Into Pictures: film retrospective Noël Burch, ZKM Karlsruhe und haus.0, Künstlerhaus Stuttgart
- 2004: Fate of Alien Modes. Filmprogramm, ZKM Karlsruhe
- 2006: Cinema Is Not A Bad School, Präsentationsserie im Rahmen einer Lecture Series der Merz Akademie Stuttgart (mit Elfi Mikesch, Christa Blümlinger, Babette Mangolte, Thomas Tode)
- 2008: mit Anselm Franke: Mimétisme. Filmprogramm, Hebbel am Ufer (HAU), Berlin

## Filmografie (Auswahl)
- 2020: Gli appunti di Anna Azzori / Uno specchio che viaggia nel tempo
- 2024: È a questo punto che nasce il bisogno di fare storia